# جوفين يالشين
جوفين يالشين (بالألمانية: Güven Yalçın)‏ (مواليد 18 يناير 1999) هو لاعب كرة قدم تركي يلعب كمهاجم في نادي بشكتاش.

## روابط خارجية
- جوفين يالشين على موقع الاتحاد الأوربي (الإنجليزية)
- جوفين يالشين على موقع اتحاد تركيا (لاعب) (الإنجليزية)
- جوفين يالشين على موقع قاعدة بيانات كرة القدم.إي يو (الإنجليزية)
- جوفين يالشين على موقع ناشيونال فوتبول تيمز (الإنجليزية)
- جوفين يالشين على موقع Soccerway.com (الإنجليزية)
- جوفين يالشين على موقع عالم كرة القدم.نت (الإنجليزية)